# Jeannine Lafontaine
Pour les articles homonymes, voir Lafontaine et Jala.
Jeannine Lafontaine, également connue sous son nom de plume Jala, est une femme de lettres, conteuse, marionnettiste et éditrice française née le 26 janvier 1953 à Saint-Pierre, en Martinique. Elle est l'auteur d'une vingtaine d'ouvrages de littérature d'enfance et de jeunesse, parmi lesquels des manuels éducatifs.